# Distrikt La Ramada
Der Distrikt La Ramada liegt in der Provinz Cutervo in der Region Cajamarca im Norden Perus. Der Distrikt wurde am 6. Oktober 1961 gegründet. Er besitzt eine Fläche von 34,6 km². Beim Zensus 2017 wurden 4088 Einwohner gezählt. Im Jahr 1993 lag die Einwohnerzahl bei 4747, im Jahr 2007 bei 4705. Sitz der Distriktverwaltung ist die etwa 2100 m hoch gelegene Ortschaft La Ramada mit 616 Einwohnern (Stand 2017). La Ramada befindet sich 30 km ostnordöstlich der Provinzhauptstadt Cutervo.

## Geographische Lage
Der Distrikt La Ramada befindet sich an der Ostflanke der peruanischen Westkordillere am Ostrand der Provinz Cutervo. Der Río Silaco, ein linker Nebenfluss des Río Marañón, fließt entlang der östlichen Distriktgrenze nach Norden. Der Hauptort La Ramada liegt als Enklave im südlich benachbarten Distrikt San Luis de Lucma.
Der Distrikt La Ramada grenzt im Süden an den Distrikt San Luis de Lucma, im Westen und im Nordwesten an den Distrikt San Juan de Cutervo, im Norden an den Distrikt Cujillo sowie im Osten an den Distrikt Pión (Provinz Chota).

## Ortschaften
Neben dem Hauptort gibt es folgende größere Ortschaften im Distrikt:
- Chacrerias